# Hail, Hail
«Hail, Hail» (укр. Вітаю) — пісня американського рок-гурту Pearl Jam, другий сингл з альбому No Code (1996).

## Історія створення
Авторами пісні стали Едді Веддер, Стоун Ґоссард, Джеф Амент та Майк Маккріді. Її текст присвячений проблемним романтичним стосункам. Едді Веддер звертається до іншої людини та питає: «Хіба ми разом лише через зобов'язання? Це все, що в нас є?» В приспіві він щиро звертається до всіх людей, які закохані, і вітає їх з цим.
Всупереч експериментальному характеру альбому в цілому, «Hail, Hail» була однією з небагатьох композицій, що нагадували «старих Pearl Jam». Вона була досить швидкою, схожою на панк-рок, та була побудована навколо гітарного рифу Стоуна Ґоссарда. В журналі Rolling Stone відзначили «грубе виголошення Веддера», а також «гострі» гітарні партії Госсарда та Маккріді разом з «наполегливою та рішучою» грою Айронса на барабанах.

## Вихід пісні
«Hail, Hail» вийшла на альбомі No Code в серпні 1996 року, а в жовтні була видана окремим синглом. На зворотній стороні платівки вийшла пісня «Black, Red, Yellow», що не потрапила до альбому. Сингл не увійшов до основного американського пісенного чарту Billboard Hot 100, але посів дев'яте місце в хіт-парадах Alternative Airplay та Mainstream Rock. Також «Hail, Hail» піднялась на другу сходинку в канадському чарті Alternative Top 30.

## Довідкові дані

### Список пісень на синглі
1. «Hail, Hail» – 3:45
2. «Black, Red, Yellow» – 2:58[2]

### Місця в хіт-парадах
| Хіт-парад (1996)                    | Найвища позиція |
| ----------------------------------- | --------------- |
| Australia (ARIA Charts)             | 31              |
| Canada Alternative 30 (RPM)         | 2               |
| Netherlands (Dutch Single Tip)      | 13              |
| Poland (LP3)                        | 22              |
| US Billboard Hot 100 Airplay        | 69              |
| США (Alternative Songs) (Billboard) | 9               |
| США (Mainstream Rock) (Billboard)   | 9               |